# Benny and Joon (bande originale)
Benny & Joon - Music from the Original Motion Picture Soundtrack, composé par Rachel Portman, est la bande originale sortie le 11 mai 1993 et distribué par Milan Records, de la comédie américaine, Benny and Joon, réalisé par Jeremiah S. Chechik en 1993. Bien que l'album est composé par Rachel Portman, le premier titre, « I'm Gonna Be (500 miles) » est composé et interprété par le groupe écossais, The Proclaimers.

## Liste des titres
| 1.    | I'm Gonna Be (500 miles) | The Proclaimers | 3:34 |
| 2.    | Benny & Joon             | Rachel Portman  | 2:45 |
| 3.    | Snorkel Mask             | Rachel Portman  | 1:03 |
| 4.    | Joon's Medicine          | Rachel Portman  | 1:41 |
| 5.    | Hubcaps                  | Rachel Portman  | 0:31 |
| 6.    | Sam's New Home / Raisins | Rachel Portman  | 2:39 |
| 7.    | Balloon                  | Rachel Portman  | 1:49 |
| 8.    | In The Park              | Rachel Portman  | 5:09 |
| 9.    | Love Theme               | Rachel Portman  | 3:08 |
| 10.   | Sam Is Kicked Out        | Rachel Portman  | 3:36 |
| 11.   | On The Bus               | Rachel Portman  | 4:10 |
| 12.   | Swinging                 | Rachel Portman  | 2:59 |
| 13.   | Sam And Joon             | Rachel Portman  | 1:39 |
| 14.   | Benny & Joon (reprise)   | Rachel Portman  | 2:44 |
| 37:27 |                          |                 |      |

## Musiques additionnelles
- Outre les titres présents, sur l'album, on entend aussi durant le film les morceaux suivants [1] :
  - Pinetop's Boogie Woogie
    - Écrit et interprété par Pinetop Perkins[2]
    - Avec l'aimable autorisation d'Antone's Records and Tapes

  - Pushin' Forward Back
    - Écrit par Chris Cornell[3], Stone Gossard, Jeff Ament
    - Interprété par Temple of the Dog
    - Avec l'aimable autorisation d'A&M Records, Inc.

  - Have a Little Faith in Me
    - Écrit et interprété par John Hiatt
    - Avec l'aimable autorisation d'A&M Records, Inc.

  - Can't Find My Way Home
    - Écrit par Steve Winwood
    - Interprété par Joe Cocker
    - Avec l'aimable autorisation de Capitol Records
    - Par arrangement avec CEMA Special Markets